# Warning Forever
Warning Forever(ワーニング フォーエバー)は、ゲームプログラマーのひこざが個人で制作した同人ゲーム。フリーウェア。

## 概要・ゲームルール
ゲームジャンルはトップビュータイプの2Dシューティングゲーム。
本作は所謂雑魚やステージ道中が一切無く、連続して現れるボスキャラクターとひたすら戦い続けるというゲーム内容である。
大きな特徴としてはボスの破壊の仕方によってボスの外観が大きく変わり、武装も強化されるという点である。
ゲームモードは、カウントダウン形式、ライフ形式のどちらかに設定する事が可能で、ボスキャラクターは基本的に何度倒しても無限に強化され、無限に復活して来るが、残り時間、もしくはライフがゼロになることでゲームは終了し、そこまでに得たスコアとリプレイが保存される。
自機の攻撃方法は、威力、発射弾数が多目で前方のみ攻撃する「前方集中ショット」、攻撃していない時に弾を発射する角度や拡散範囲を指定できる「フリーレンジショット」に切り替えられる。

## ボスの進化
ボスの中心であるコアの周りは、装甲の役割を果たす幾つものパーツで構成されており、パーツの根となる場所は大別すると「前方」「側面」「後方」の3つに分かれる。この3つの場所の破壊頻度や破壊速度といった情報を元に、ボス再登場時に付け加えられるパーツの位置や武装、ボスの名称などが決定される。
ボスの名称は「機体形状の発展傾向を表す基本名称」に、「武装に関係する追加名称や修飾語句」が加わって構成される。ボスの基本名称は、最初期段階が1つ、基本進化形態で8つ、最終進化形態で4つが固定されており、基本形態8つのどれかに確定するまでは、傾向に応じた多くの派生表記を組み合わせて表現される。このゲームは短時間のプレイでほぼ同じサイクルを繰り返す形になるが、基本形・最終形12種との初戦はリプレイが保存されるため、これら全てへの遭遇と打倒が大きな到達目標になりうる。なお、最終進化形態まで進むとそれ以降はボスの基本傾向は変化しないが、武装や装甲が強化されたり、ボスの思考がより凶悪化するなど、難度はどこまでも上がってゆく。

### ボスの基本名称
ザ　ピュアハート
初期形態。ステージ1は必ずこのボスから始まる。コアの周囲に、各2個の小砲台を持った4つの小さなカバーパーツを備える。
ザ　ムラマサ
中間形態。艦首･艦尾とも前後に長く攻撃的に進化したもの。登場確定前の下位系列として、艦尾が伸びている序盤形態はバスタード～と命名される。
剣か槍のような前後に細長いフォルムを持ち、戦況によっては艦首や艦尾を左右に開いて射角を拡げる。攻撃型進化共通の特性であるが、艦首･艦尾から真正面・真後ろに向けた、高速散弾であるスマッシュ型砲塔を多数持つ。
ザ　フェニックス
中間形態。艦首が前方に長く、後部横から左右にアームが長く伸びたもの。艦首を嘴、後部アームを翼に見立てているようで、後部横が発展した序盤形態にはウィング～という名が付く。
特定形態を狙わず漫然とプレイすると、自機と向かい合う前方が中心に破壊され、また流れ弾が後部横に着弾しやすいため、この艦種と遭遇しやすい。
ザ　バーサーカー
中間形態。後部が丸く防御型に進化し、前方に長い艦首を備える。艦首が発達している初期形態は～アタッカー、ある程度成長すると～ストライカーという名で呼ばれる。
防御型に共通する習性として、一度旋回攻撃が始まるといつまでも回り続ける。
ザ　スコルピオン
中間形態。長く発達した艦尾と、前部左右から伸びたアームが特徴。前部の左右が発展した下位系列は、～アームズと名付けられる。
アームで抱え込むようにしてレーザーや連射ニードルで自機を追い詰め、後部のポッドからミサイルを放って挟撃するのが得意戦術。
ジ　アスラ
中間形態。前後から左右に、四組の長いアームを持った艦種。ウィングやアームズほど成長していない、初期の側面特化形態にはワイド～の名が宛てられる。
連射ニードルやレーザーなど行動範囲を制限する高速攻撃を得意とし、可動アームにより射角を調整して多角的な広い制圧範囲を持つ。
ザ　ヘカトンケイル
中間形態。後部が丸い防御型で、前部から左右へアームを進化させたもの。前後を問わず、防御寄りの進化が進んでいる序盤形態は～アーマーと命名される。
長い腕を伸ばしたまま回り続けるので、早い段階でアームを破壊しないと押し潰される。
ザ　ビッグマグナム
中間形態。前部が丸い防御型、後部が長い攻撃型に進化した変則的な例。後部は進化傾向が防御に偏りがちなので、この形態への誘導はやや難しい。
ザ　ハンマーヘッド
中間形態。防御型の前部と、後部左右のアームが特徴。防御型の特性としてパーツの一時破壊不能化を多用し、前面で攻撃を受け止めている間に、アームで攻撃を行う。
ジ　イセワン
最終形態。スペルはThe Ise-One。全面に球殻状の防御装甲を発展させ、その隙間から細く短い無数のアームが伸びた姿をしている。渦を巻くように旋回しながら攻撃を行い、同傾向を持つ下位系列にはトルネード～と名が付くため、恐らく語源は伊勢湾台風。
防御装甲の発達が他の進化全てと排他であるため、他の最終形態と比べると非常に早い段階（他の進化ルートなら、中間体が現れる辺り）で登場が確定するが、育成に癖が強く、プレイヤーが進化の誘導法則を把握するまで、さっぱり出て来ない事で名高い。防御系進化の究極型であり、装甲パーツを無敵化した状態で回転し続け、所謂扇状弾であるキャノン砲台と、誘導ミサイルのポッドを多数備え、アームで動きを制限しつつ全方位対応の熾烈な攻撃を際限なく展開し続ける。
ザ　カタストロフィ
最終形態。前面は丸い防御装甲で包まれ、後部は増設に増設を繰り返した長い艦尾と無数のアームを備える。ビッグマグナム、ないしハンマーヘッド系列の確定後に、更に勝利し続ける事でこの艦種が現れる。防御型、攻撃型の特性を兼ねており、一画面に収まらない巨体で旋回しながら攻撃を行い、目の前に出ると即座にほぼ回避不能の超高速スマッシュが飛んで来る。
ジ　アルマゲドン
最終形態。後部に防御装甲を持ち、前部全般が攻撃型をベースに発達、長い艦首とアームを備える。カタストロフィの前後が逆転したもので、性質もほぼ同じ。バーサーカー、ヘカトンケイルから更に進化を繰り返す事で遭遇する。防御系列全般に言えるが、ここまで進化した段階ではミサイル攻撃の誘導が執拗極まりなく、ボス本体がほぼ全画面を覆っている所に真横･真後ろから飛んで来るため回避が非常に難しい。
ジ　インフィニティ
最終形態。ムラマサ、フェニックス、スコルピオン、アスラからの進化の終着。前後に長い艦首･艦尾を持ち、太く長いアームが無数に生えている。イセワンと対極にある攻撃型艦種の究極系と言え、旋回や無敵化はあまり行わないが、ランク上昇によって個々のパーツの耐久値が高い事もあり、超巨体で轢き潰す高速突進はまさに脅威。通常弾やスマッシュ、キャノンなど所謂「弾幕」的な攻撃が多いが、巨体ゆえに動ける範囲が非常に狭い上、弾速が尋常ではない。

### ボスの命名則の例
ボスの名称は中間形態までは武装、基本名称、修飾語の順だが、
最終形態は基本名称が先頭になる。
武装、修飾語は省略される場合もある。
- 「オクタビームピュアハート」（八基のレーザー砲台を備える、初期基本体）
- 「ヘキサフォースドビッグマグナムファイナル」（強化された、中間形態の、最終形（単に汎用修飾語彙の一つで、以降ファイナルツヴァイなどと続く場合も多い））
- 「カタストロフィ ザ メガバルカン エクセレント」（多数のバルカン砲台を備える、最終形態）
- 「テトラフォースドバスタードストライカーゴンザレス」（強化された、前後部の攻撃発達が目立つ序盤形態）